# Saut en hauteur féminin aux Jeux olympiques d'été de 1988
Pour un article plus général, voir athlétisme aux Jeux olympiques d'été de 1988.
Navigation
Los Angeles 1984 Barcelone 1992
L'épreuve de saut en hauteur féminin des Jeux olympiques d'été de 1988 s'est déroulée les 29 et 30 septembre de la même année, au Stade olympique de la ville organisatrice Séoul (Corée du Sud), remportée par l'Américaine Louise Ritter.

## Résultats

### Finale
| Rang               | Athlète            | Pays             | 1,75m | 1,80m | 1,85m | 1,90m | 1,93m | 1,96m | 1,99m | 2,01m | 2,03m | Marque | Note |
| ------------------ | ------------------ | ---------------- | ----- | ----- | ----- | ----- | ----- | ----- | ----- | ----- | ----- | ------ | ---- |
| Médaille d'or      | Louise Ritter      | États-Unis       |       | O     | O     | O     | O     | O     | O     | O     | XXXO  | 2,03 m | OR   |
| Médaille d'argent  | Stefka Kostadinova | Bulgarie         |       | O     | O     | O     | O     | O     | O     | O     | 4 X   | 2,01 m |      |
| Médaille de bronze | Tamara Bykova      | Union soviétique |       | O     | O     | O     | O     | XO    | XXO   | 3 X   |       | 1,99 m |      |
| 4                  | Olga Turchak       | Union soviétique |       | O     | O     | XO    | O     | O     | 3 X   |       |       | 1,96 m |      |
| 5                  | Lyudmila Andonova  | Bulgarie         |       | O     | O     | O     | O     | 3 X   |       |       |       | 1,93 m |      |
| 5                  | Alina Astafei      | Roumanie         | O     | O     | O     | O     | O     | 3 X   |       |       |       | 1,93 m |      |
| 7                  | Christine Tanton   | Australie        |       | O     | O     | O     | XO    | 3 X   |       |       |       | 1,93 m |      |
| 8                  | Diana Davies       | Royaume-Uni      |       | O     | O     | O     | 3 X   |       |       |       |       | 1,90 m |      |
| 8                  | Kim Hui-Seon       | Corée du Sud     |       | O     | O     | O     | 3 X   |       |       |       |       | 1,90 m |      |
| 10                 | Maryse Éwanjé-Épée | France           |       | O     | O     | XO    | 3 X   |       |       |       |       | 1,90 m |      |
| 11                 | Megumi Sato        | Japon            |       | O     | O     | XXO   | 3 X   |       |       |       |       | 1,90 m |      |
| 12                 | Janet Boyle        | Royaume-Uni      |       | O     | XO    | XXO   | 3 X   |       |       |       |       | 1,90 m |      |

## Légende
Records et Performances
- AR : Record continental (area record)
- CR : Record des championnats (championship record)
- MR : Record du meeting (meet record)
- NR : Record national (national record)
- OR : Record olympique (olympic record)
- PR : Record paralympique (paralympic record)
- PB : Record personnel (personal best)
- SB : Meilleure performance personnelle de la saison (season's best)
- WL : Meilleure performance mondiale de l'année (world leader)
- WJR : Record du monde junior (world junior record)
- WR : Record du monde (world record)

Circonstances et Conditions
- DNF : N'a pas terminé (did not finish)
- DNS : N'a pas pris le départ (did not start)
- DQ : Disqualification (disqualification)
- NM : Aucun essai valable enregistré (No Mark)
- Q : Qualifié « directement » au prochain tour (ou à la prochaine compétition), lors d'une compétition majeure, grâce au classement ou à la réalisation des minima (automatic qualifier)
- q : Qualifié au prochain tour (ou à la prochaine compétition), lors d'une compétition majeure, grâce au repêchage ou à la réalisation de l'une des meilleures performances parmi celles des « non qualifiés directement » (grâce au meilleur temps ou à la meilleure distance par exemple) (secondary qualifier)

- Barre dépassée à telle ou telle hauteur (en mètres) :
  - O : dès le 1er essai
  - XO : au 2e essai
  - XXO : au 3e essai
  - XXXO : au 4e essai
- Barre non dépassée au terme de :
  - 3 X : 3 essais
  - 4 X : 4 essais au maximum